# プレシオジテ

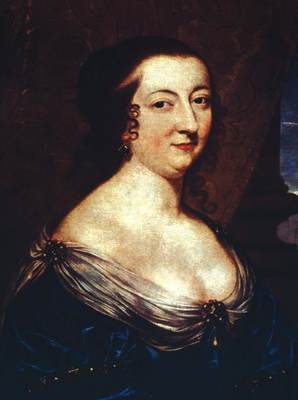
プレシオジテに多大な影響を与えたランブイエ侯爵夫人

プレシオジテ（Préciosité）は、17世紀フランス王国の上流社交界に現れた、言語や作法に洗練を求める風潮のこと。1620年頃から1680年頃にかけて出現し、特にサロンにて発展していった。モリエールの戯曲『才女気取り』において攻撃されたように、滑稽な面もあったが、フランス文学や社会に果たした貢献は大きい。

## 語源
17世紀当時、サロンに出入りする才媛をプレシューズ（Précieuses）、男性ならプレシュー（Précieux）と呼んだ。「Précieux」はラテン語「Pretiosus」に由来する言葉で、形容詞の「Précieuse」、その名詞形「Préciosité」はこの言葉から派生したものである。これらの言葉は文学的には「気取った」「凝った」とか「才女たちの」くらいの意味であったが、1650年頃になって才女を気取る女たちを揶揄する言葉へと転じていった。これは彼女たちの唱える風潮、つまりプレシオジテがあまりに先鋭化しすぎたためで、モリエールの戯曲『才女気取り』において攻撃の対象となり、その戯曲が大成功を収めたことで一気に広がっていった。
17世紀の辞書では「Précieuses」を以下のように定義している:

## 歴史
プレシオジテは夫人を中心とする社交界、サロンを母胎とする。プレシオジテは出現から消滅まで50年間の歴史を、言葉の意味や中心となったサロンの存在で考えると、大別して2期に分けることができる。すなわち、ランブイエ侯爵夫人カトリーヌ・ド・ヴィヴォンヌのサロンを中心として発展した時期（1620年 - 1648年）と、マドレーヌ・ド・スキュデリーのサロンを中心とした円熟期（1650年 - 1680年）である。
前期におけるプレシオジテの主たる目的は「粗野で殺伐な風潮を一掃すること」にあった。長年に亘る内乱や宗教戦争がアンリ4世によって終わりを迎え、ブルボン朝が開かれたばかりの17世紀前半には「垢じみたレースの襟をつけ、ニンニクと安酒の匂いのする男たちが入り口にたむろし、小刀で歯をほじくり、階段下で立ち小便をする」といった具合に、宮廷内にさえ粗野な雰囲気がみなぎっていた。こうした蛮風に失望したランブイエ侯爵夫人は、宮廷生活を辞し、自邸にサロンを開くことにした。
彼女のサロンは世間に広く受け入れられ、それを真似して多くのサロンが開かれた。このサロンには多くの人が集まることとなり、これまでの社会に通用していた道徳とはまた違った社交界のしきたりが生まれた。他人に不快を与えないよう、態度、服装などに注意し、一切の過激さを排除する。こうしてオネットオム（honnête homme）と呼ばれる社交人の典型が生まれた。貴族たちはこの社交人の典型を理想とし、到達しようと夢中になった。貴族の優越は生き方、話し方、振舞いなどによって決定されるようになり、交際や会話、文通の官能化、快楽の追及などが行われ、かくして「ギャラントリー（Galanterie）」を体現するに至ったのである。
1650年を過ぎて、マドレーヌ・ド・スキュデリーのサロン「土曜会」が開かれるようになると、「プレシューズ」は侮蔑的な意味へと転じていった。洗練を追い求めるあまりに追い求めたので、滑稽になってしまったのである。言葉の意味だけでなく、そう呼ばれていた人たちも変化していった。それまではフランス語や文学を中心に論じ合っていたが、それだけでは飽き足らず、科学アカデミー創設の影響などを受けて、天文学や数学などの科学に熱中するようになっていったのである。モリエールは彼女たちをも題材にとって、戯曲『女学者』を制作した。
1661年にルイ14世が親政を始めた。すると宮廷が次第に社交界の中心となり、それに伴ってプレシオジテは消滅こそしなかったが、急速に趣味や流行の指導権を失っていった。

## 特徴
プレシオジテは言葉や文学だけでなく、礼儀、流行、恋愛、結婚など上流社交界の女性に関係知るすべての面において現れ、影響を及ぼした。その根底にある精神は、自らを一般の卑俗下賤なものから遠ざけ区別しようとする、エリート精神である。従って「卑俗」や「月並み」の反対概念とも定義することが出来、プレシオジテの反対概念、つまり写実主義や卑俗を追い求める風潮を「ビュルレスク」という。
プレシオジテの特質は、以下の4点にまとめることができる:

1、自分を際立たせようとすることから生じる気取り

2、阿諛（あゆ/相手の顔色を窺って、おもねること）的精神と排他的精神

3、芸術至上主義

4、衒学的な姿勢。専門的知識の排斥
初めに挙げた点が代表的な特質といえる。プレッシューズたちは通俗的でなくひねりのある言い方、迂言法を好んで使用した。結婚（mariage）を「ヒュメナイオス（hyménée）」と言ったり、鏡を「美の忠告者」という類のものである。これらは行き過ぎであるが、彼女たちは美しさを日常的な会話にも求めたため、フランス語の新しい用法が産み出され、優雅さを追い求めて発音も特殊化された。こうした努力によって、フランス語は著しく上品になった。
プレシオジテにはそれを誇る人と、その周辺にいて誉めそやす人を必要としていた。プレシューズたちは社交界において、互いに褒めたり、褒められたりを繰り返していたのである。彼らは上流階級に所属する有閑貴族たちであるので、実生活に役立つようなものは「庶民くさい」として軽蔑し、退けた。
彼らは文学にも取り組んだが、文学に道徳的な目的を持たせるようなことはせず、あくまで人に「気に入られる」ことを作品制作の原則とした。気に入られるといっても、その対象はサロンに出入りする人々に限定されていたため、専ら才知を示すのに都合の良いマドリガルや謎歌などの小作品ばかりが制作された。また、彼女たちは会話を通じて社交人として必要な知識や教養は得られると考えたため、専門的な知識を衒学的であるとして排斥に努めたため、教養は深まらず、勉学を必要とする古代ギリシア語などに通じているものは稀であった。そのため「新旧論争（古代ローマやギリシャの作品と、現代（17世紀当時）の作品とどちらが優れているか）」においても、必然的に現代派を擁護する立場を取るほかなかった。教養がないために、古代ローマやギリシャの作品を知らなかったためである。
1650年～80年のプレシオジテ後期になって、文学とならんで恋愛と結婚の問題を熱心に議論した。彼女たちは特に結婚を忌避するものとして論じ、女性の地位の向上、男女の平等を主張した。この当時の上流階級の結婚とは、当人たちの自由な意思によるものではなく両親から押し付けられるものであったため、自分たちの権利が蹂躙されていると考えたのである。しかし彼女たちが経済的に男性に完全に依存している実状のもとでは、このような主張は実現可能なものではなく、結婚を拒否する精神的な恋愛論や家庭論を唱えて、モリエールの戯曲『女学者』において攻撃された。